# Gaaniínos
Gaaniínos (Gahaniini) é uma tribo de coleópteros da subfamília Cerambycinae.

## Sistemática
- Ordem Coleoptera
  - Subordem Polyphaga
    - Infraordem Cucujiformia
      - Superfamília Chrysomeloidea
        - Família Cerambycidae
          - Subfamília Cerambycinae
            - Tribo Gahaniini Quentin & Villiers, 1969
              - Gênero Gahania Distant, 1907